# Zwetschgenkuchen
El zwetschgenkuchen - traduïble al català com a pastís de pruna - són unes postres típiques de les regions de parla alemanya. És un pastís de temporada, en aquest cas tardor. El motlle del pastís és la safata de forn (que és plana i sense graelles), d'aquí ve el nom alemany Blechkuchen, "pastís de safata del forn". Segons la regió varia el nom d'aquest pastís. A la part septentrional és pflaumenkuchen i a la part meridional zwetschgenkuchen. La diferència rau en com anomenen la pruna en cada regió alemanya.